# Чоп (Украйна)
Чоп (на украински: Чоп; на унгарски: Csap; на словашки: Čop) е град с областно значение (не влизащ в район), намиращ се в Закарпатска област в Западна Украйна, близо до границите със Словакия и Унгария. Той е отделен от унгарския град Захон чрез река Тиса.

## Население
Според националното преброяване на населението от 2001 г. Чоп има население от 8919 души, от които 40 % са украинци, 39,2 % са унгарци и 20 % са от други националност (цигани, руснаци, словаци, беларуси и евреи).

## Особености
Чоп е важен железопътен възел в Украйна, защото тук се срещат железниците Лвов-Стрий-Будапеща и Лвов-Ужгород-Кошице.
Близо до Чоп също така се намира международен железопътен и автомобилен граничен контролно-пропускателен пункт на границите с Унгария и Словакия, както и най-западната точка на Украйна. Най-близкият град в Словакия е Черна над Тису, а в Унгария – Захон.

## Побратимени градове
Чоп е побратимен град с:
| Държава  | Град               |
| -------- | ------------------ |
| Украйна  | Милове             |
| Полша    | Соколов Малополски |
| Унгария  | Захон              |
| Словакия | Черна над Тису     |